# Jardín renacentista francés

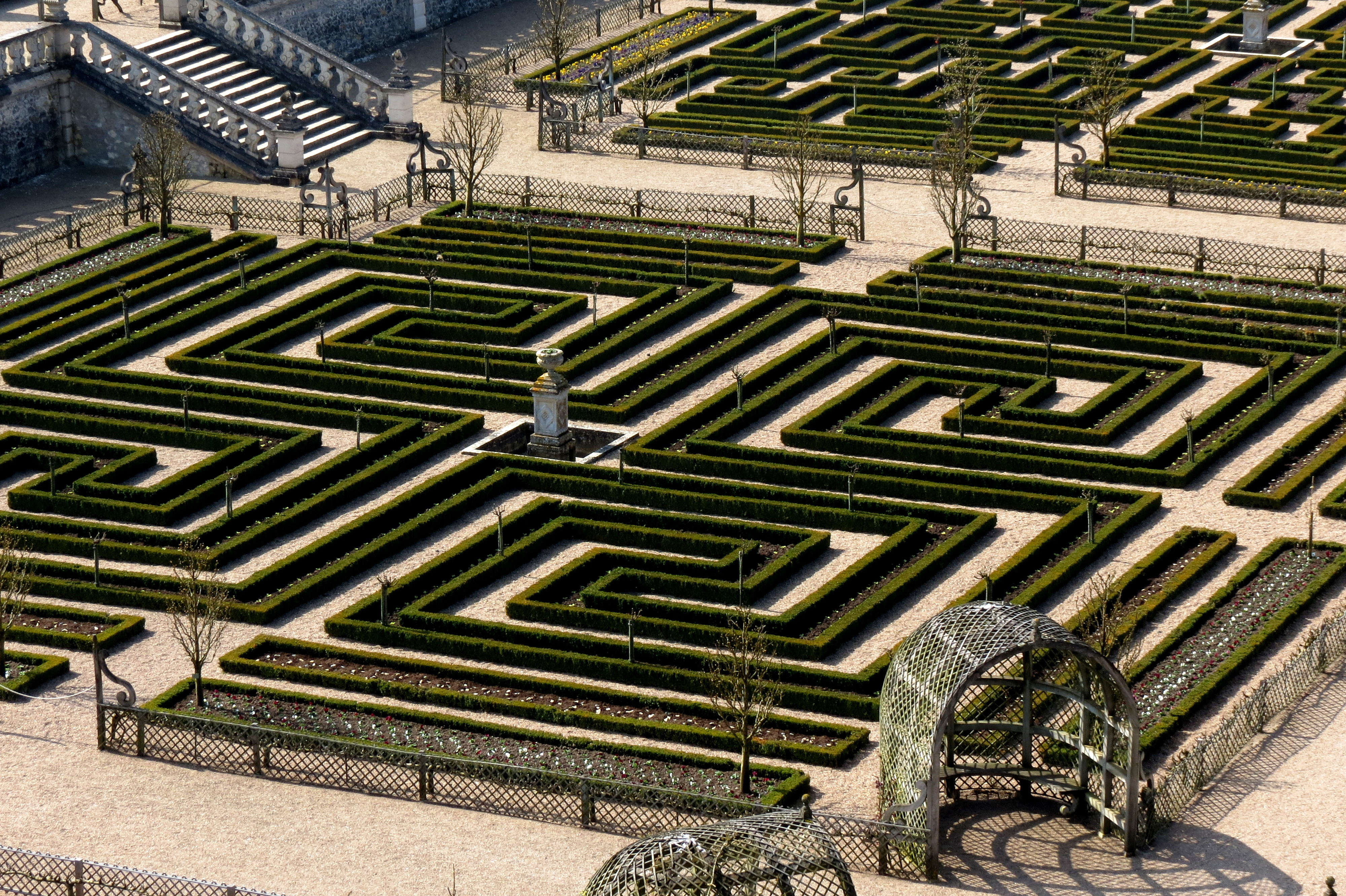
Setos del jardín del Château de Villandry (1536)

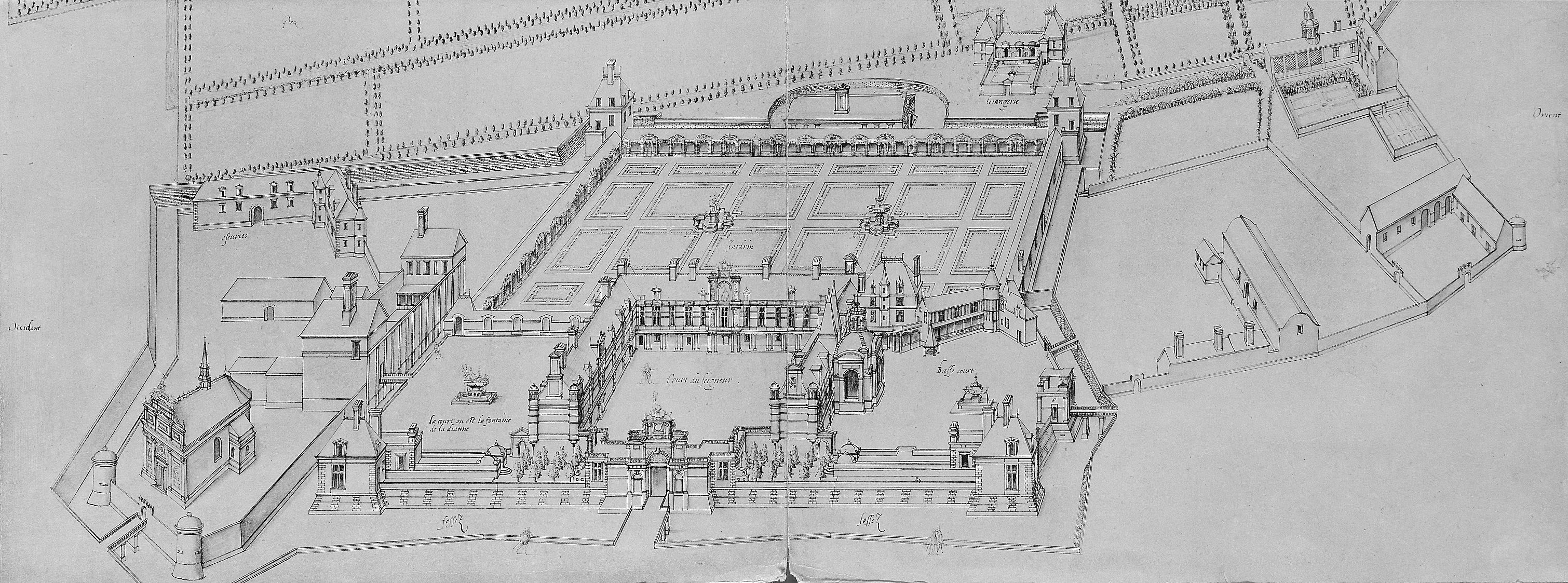
Jardines del Château d'Anet (Jacques I Androuet du Cerceau, «Les plus excellents bastiments de France»)

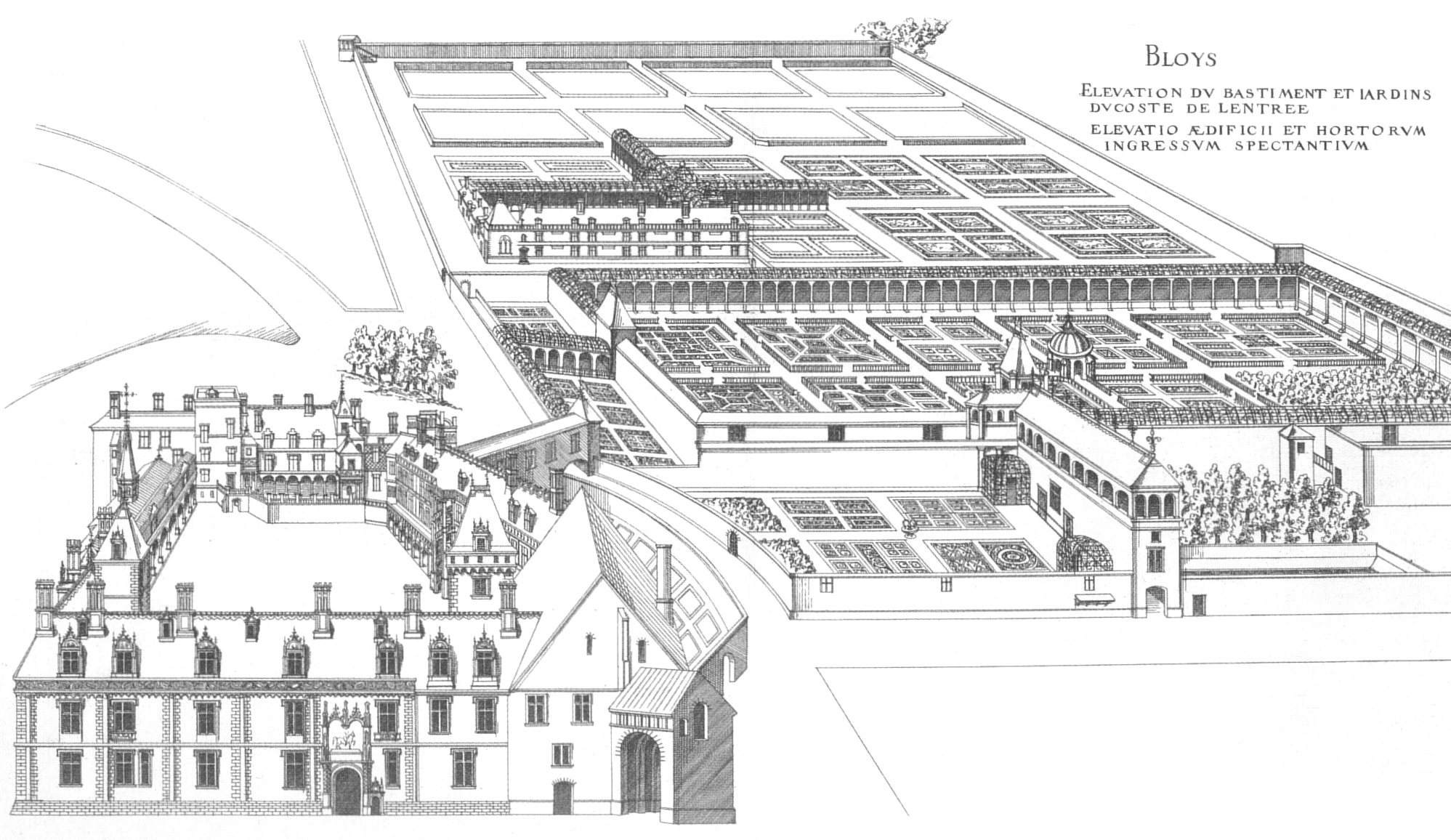
Jardines del Château de Blois (Jacques I Androuet du Cerceau, «Les plus excellents bastiments de France»)

Los jardines del Renacimiento francés son un tipo de jardín que apareció en Francia durante el Renacimiento inspirados originalmente por los jardines del Renacimiento italiano, y que evolucionaron más tarde para dar lugar, desde la mitad del siglo XVII, al nacimiento del estilo más grandioso y más formal del jardín a la francesa en el reinado de Luis XIV.: 12 
En 1495 el rey Carlos VIII y sus nobles llevaron el Renacimiento en Francia como resultado de su campaña militar en Italia.: 12  Los primeros jardines renacentistas fueron ensayados por el jardinero italiano Pacello da Mercogliano en el Dominio real de Château-Gaillard y en Blois (1498) y alcanzaron su apogeo en los jardines de Chenonceau (1515-1589) y del château real de Fontainebleau (1528-1547). Los jardines del château de Saint-Germain-en-Laye, trazados en 1595 por el jardinero real Claude Mollet para el rey Enrique IV,: 14  marcaron el comienzo de la transición a un nuevo estilo, que más tarde se llamará «jardin à la française». 
Los jardines renacentistas franceses se caracterizan por los macizos de flores, los parterre simétricos y geométricos y las plantas en macetas, por los caminos de arena y grava, las terrazas, escaleras y rampas, por el agua corriendo en forma de canales, cascadas y fuentes monumentales, y por el uso amplio de cuevas artificiales, laberintos y estatuas de figuras mitológicas.: 13  Se convirtieron en una extensión de los castillos que rodeaban, y fueron diseñados para ilustrar los ideales de medida y proporción del Renacimiento y para recordar las virtudes de la Roma antigua.: 13 
Los jardines renacentistas pasaron del enclos utilitario, cargado de simbolismo cristiano, con amplias perspectivas utilizando el vocabulario pagano, y cuyo objetivo principal era solamente el goce, el placer. Las consideraciones estéticas y personales se vuelven primordiales. El espacio del jardín sufre cada vez menos influencia de los preceptos religiosos (a pesar de las opiniones de Erasmo, de Palissy). Las referencias iconológicas ya no son exclusivamente clásicas: pertenecen a la mitología por el uso de su simbología, de los temas ilustrados, de la estatuaria... Los jardines también tienen una dimensión política (los grandes jardines son dibujados a la gloria del señor del lugar), y la evolución del arte de vivir los convierten en escenario de fiestas y suntuosos banquetes. Su historia es también un reflejo, en paralelo, de la botánica (introducción de nuevas especies, aproximación más y más científica) y de la evolución de las teorías y prácticas culturales.

## Ejemplos destacados

Jardines renacentistas francesas
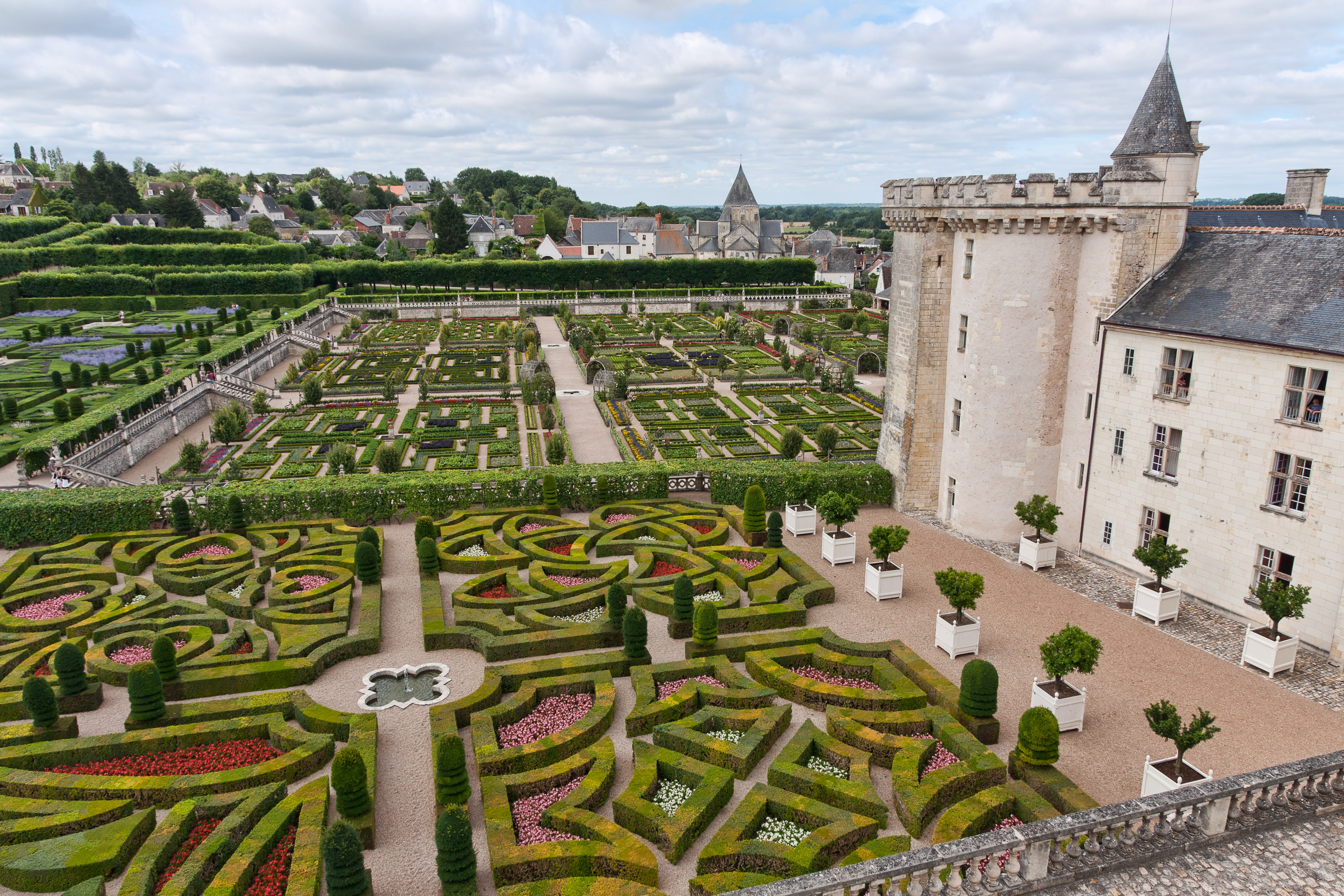
Jardines reconstituidos del Château de Villandry (1536)
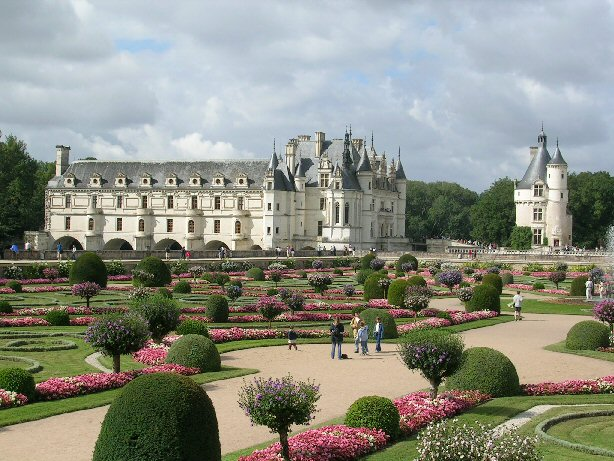
Jardín "Diane de Poitiers" en el Château de Chenonceau.
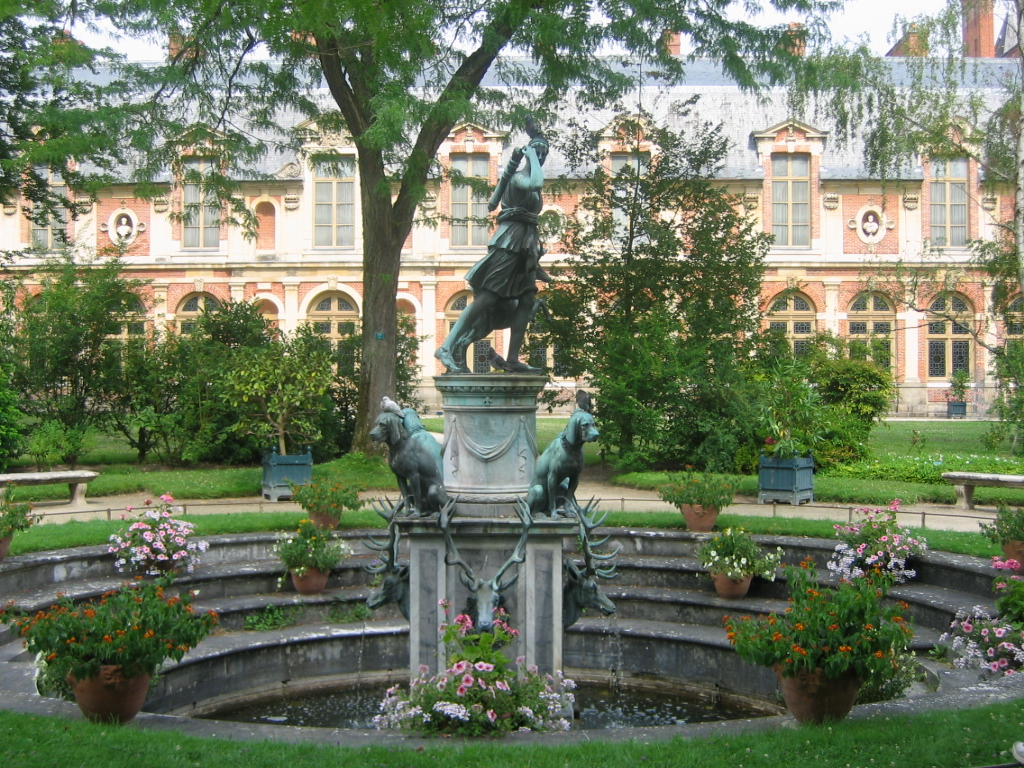
Fuente de Diana en los jardines del Château de Chenonceau.
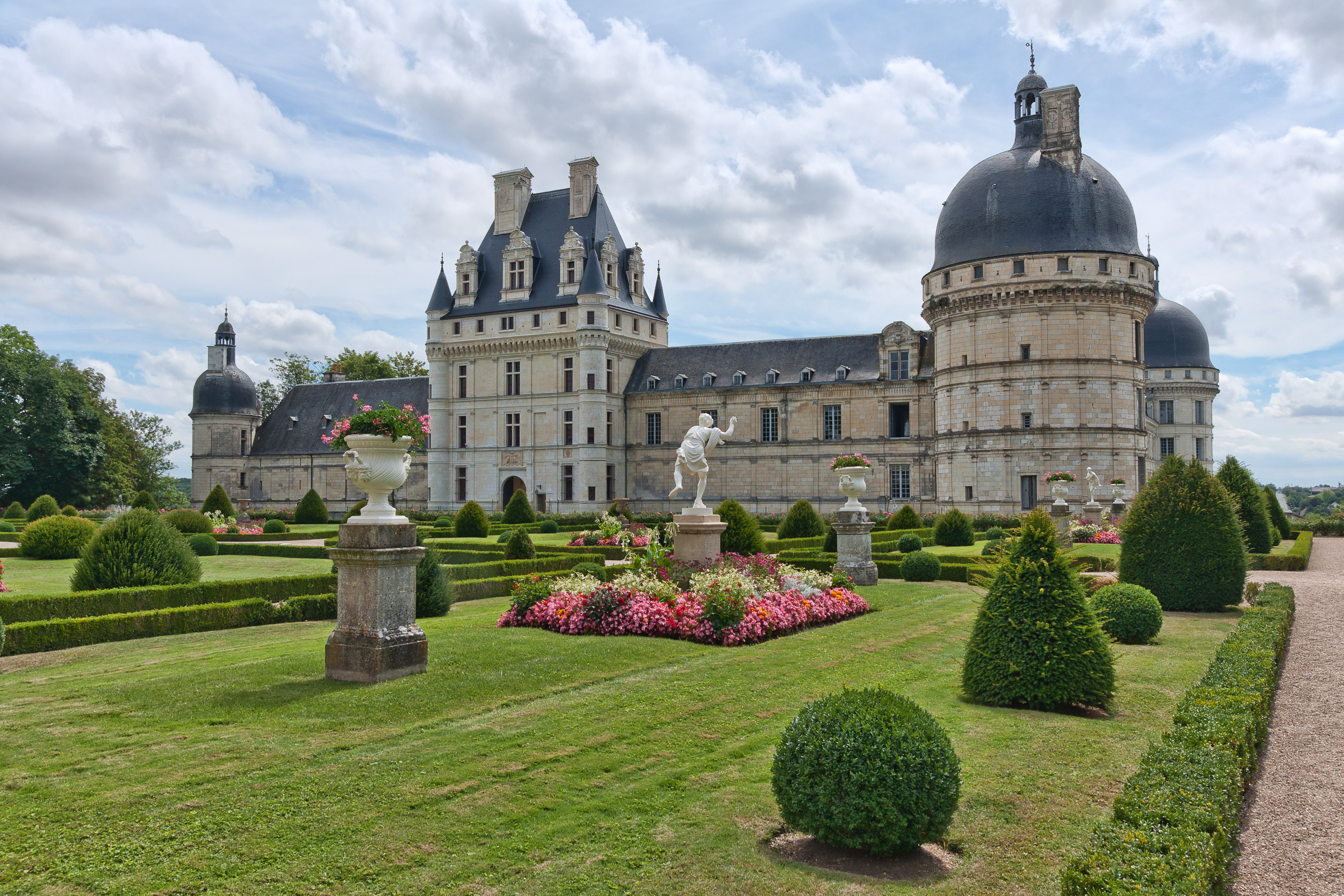
Château de Valençay.

## Historia

### Influencia italiana
En el siglo XIII el diseñador de jardines, Pietro de' Crescenzi publicó un tratado titulado Opus Ruralium Commodium, que presentaba una planta formal para los jardines, ornados con esculturas topiarias, con árboles y arbustos recortados en formas arquitectónicas, siguiendo una tradición ya iniciada por los antiguos romanos. El rey Carlos V lo hizo traducir al francés en 1373, y el nuevo estilo italiano comenzó a aparecer en Francia.: 12 
Otro escritor de gran influencia fue Leon Battista Alberti (1404-1472), que escribió en 1450 un libro, De re aedificatoria, para Lorenzo de Médici. Aplicaba los principios geométricos de Vitruvio para dibujar las fachadas de edificios y jardines. Sugirió que las dependencias debían tener una vista sobre los jardines, y que los jardines debían tener «pórticos para dar sombra, pérgolas donde las plantas trepadoras crecerían sobre columnas de mármol y que debían tener bucaros e incluso estatuas divertidas, siempre que no sean obscenas».
En su dibujo de los jardines del Belvedere en Roma, el arquitecto Bramante (1444-1544) introdujo la idea de la perspectiva, usando un eje longitudinal perpendicular al palacio, a lo largo del que dispuso parterres y fuentes.: 70  Se convirtió en una característica central de los jardines renacentistas.
Una novela popular del monje Francesco Colonna, publicada en Venecia en 1499, titulada el Sueño de Polífilo (Hypnerotomachia Poliphili) —viaje alegórico de Polífilo en tierras imaginarias en busca de su amor, Polia— tuvo una gran influencia en los jardines de la época. Ideas, como la de una «isla jardín» en un lago —tal como la del jardín de Bóboli en Florencia—, estatuas de gigantes saliendo de la tierra —como la del parque de la Villa de Pratolino—, y el tema del laberinto, fueron todas ideas retomadas de los viajes imaginarios de Polífilo.: 70  Todos estos elementos debían aparecer en los jardines del Renacimiento francés.

### Durante el estilo Luis XII (de 1495 a 1525/1530), realizaciones de Pacello da Mercogliano
En ese arte en plena transformación que fue el Estilo Luis XII, los jardines se volvieron más importantes que la propia arquitectura: la llegada a Amboise de artistas italianos, entre ellos el jardinero napolitano Pacello da Mercogliano, reclamados originalmente por Carlos VIII dio lugar a la creación de los primeros jardines del Renacimiento francés gracias a nuevas creaciones paisajísticas, la instalación de una ménagerie (casa de fieras) y de trabajos de aclimatación agronómica.: 12 

Grabados de vistas caballeras de los jardines recogidos por Jacques I Androuet du Cerceau en «Les plus excellents bastiments de France»
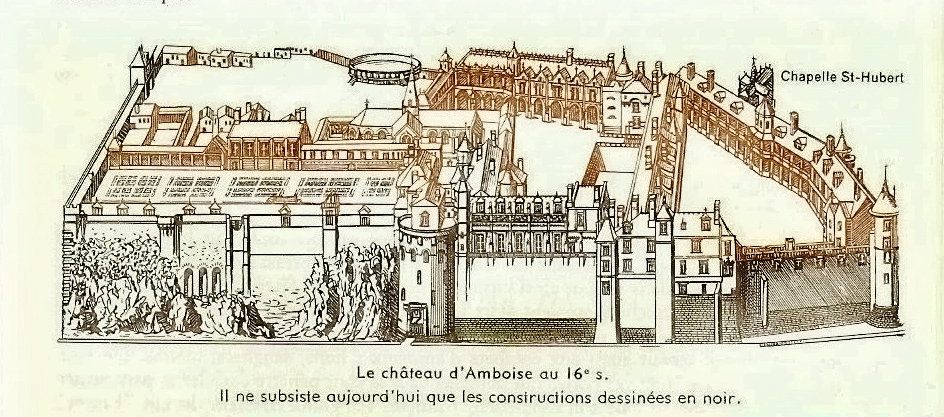
Vista caballera del Château d'Amboise que muestra la destrucción de los años 1806-1810
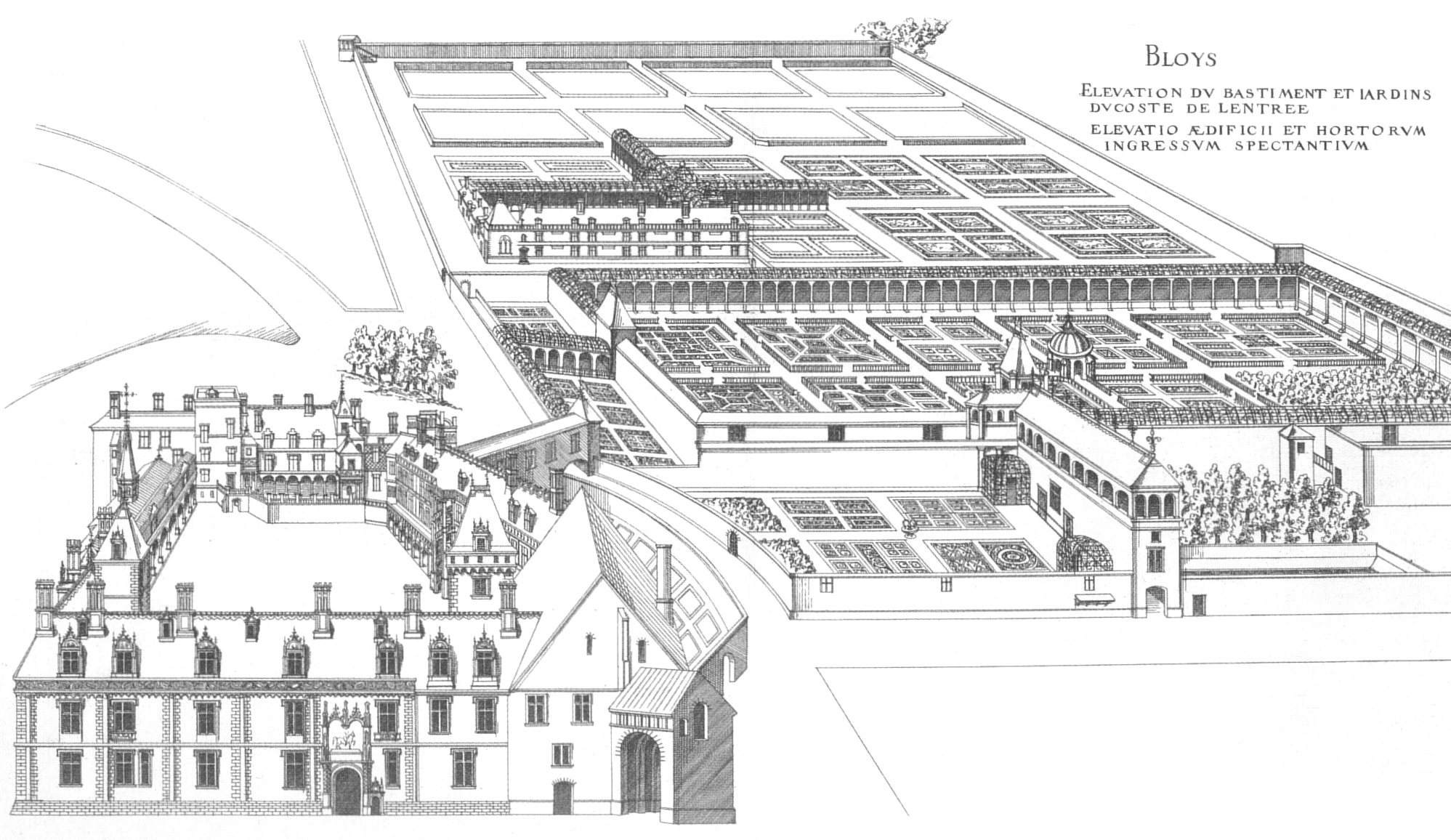
Jardines del Château de Blois
Jardines du Château de Gaillon
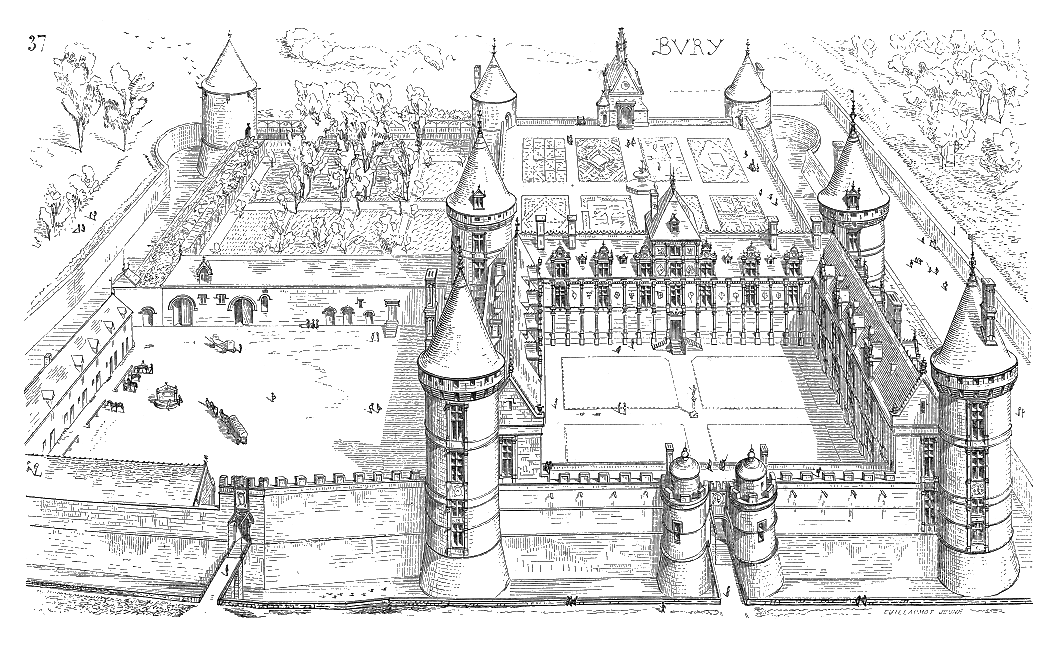
Jardines du Château de Bury, conjunto destruido en 1642

#### LosJardins du Royen elDomaine royal de Château-Gaillard

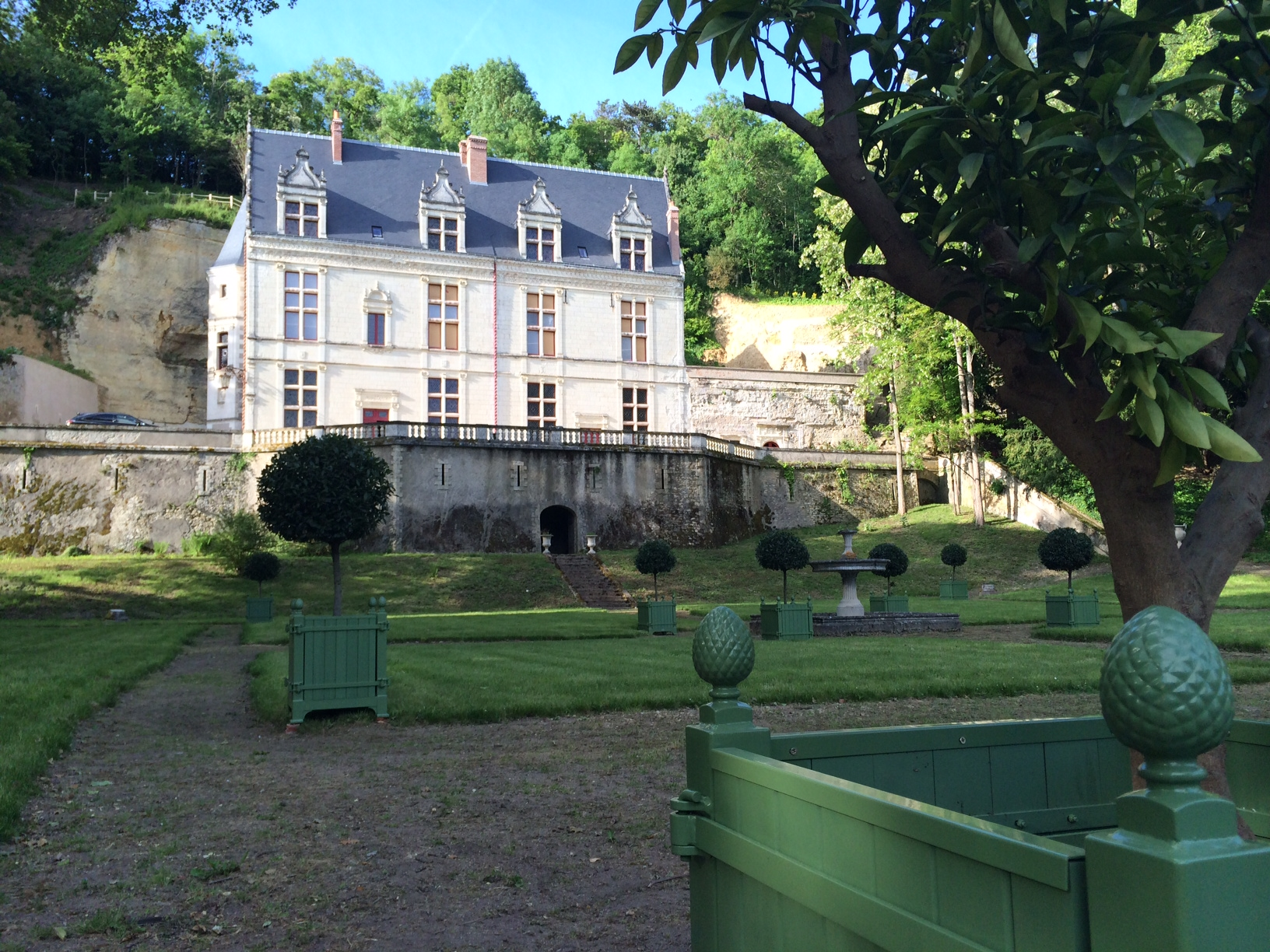
Château-Gaillard

Los Jardins du Roy en el Dominio real de Château-Gaillard representan las primeras obras que Pacello da Mercogliano dirigió en Francia en materia de paisajismo.
A partir de 1496 fueron realizados en especial en Château-Gaillard la primera perspectiva de paisaje axial y los primeros parterres «à la Française» mediante la inclusión de un «miroir d’eau» ('espejo de agua') proporcionada por el río Amasse [Tesoro] y el curso de la resurgencia que lo alimenta. En materia de aclimatación agronómica Pacello da Mercogliano llevó allí a cabo las primeras aclimataciones de cítricos (especialmente de naranjos y limoneros) y de melocotón del norte de Francia, desarrollando allí la serricultura en invernaderos calientes y creando la primera Orangerie real francesa (asociando la técnica hortícola de «caisses d'empotage»), con la obtención de la ciruela claudia, así como con el desarrollo de la cultura septentrional de los melones y de los tomates en un «chartreuse» (pequeña casa de campo aislada y solitaria) disponiendo parcelas hortícolas separadas por paredes cortavientos.
Luis XII le cederá el dominio en 1505 a cambio de un arrendamiento anual de 30 sous y de un ramo de flores de naranjos por año.: 14 

#### El château de Amboise
Tras el trabajo realizado en el Dominio real de Château-Gaillard (Amboise), Pacello da Mercogliano y su equipo contribuyeron al desarrollo de los jardines y la creación de una ménagerie en el Château de Amboise. Sin embargo, ninguna anotación en los libros de cuentas de los trabajos ni ningún archivo reconocido menciona explícitamente sus intervenciones en estos últimos jardines.

#### El château de Blois y el château de Gaillon

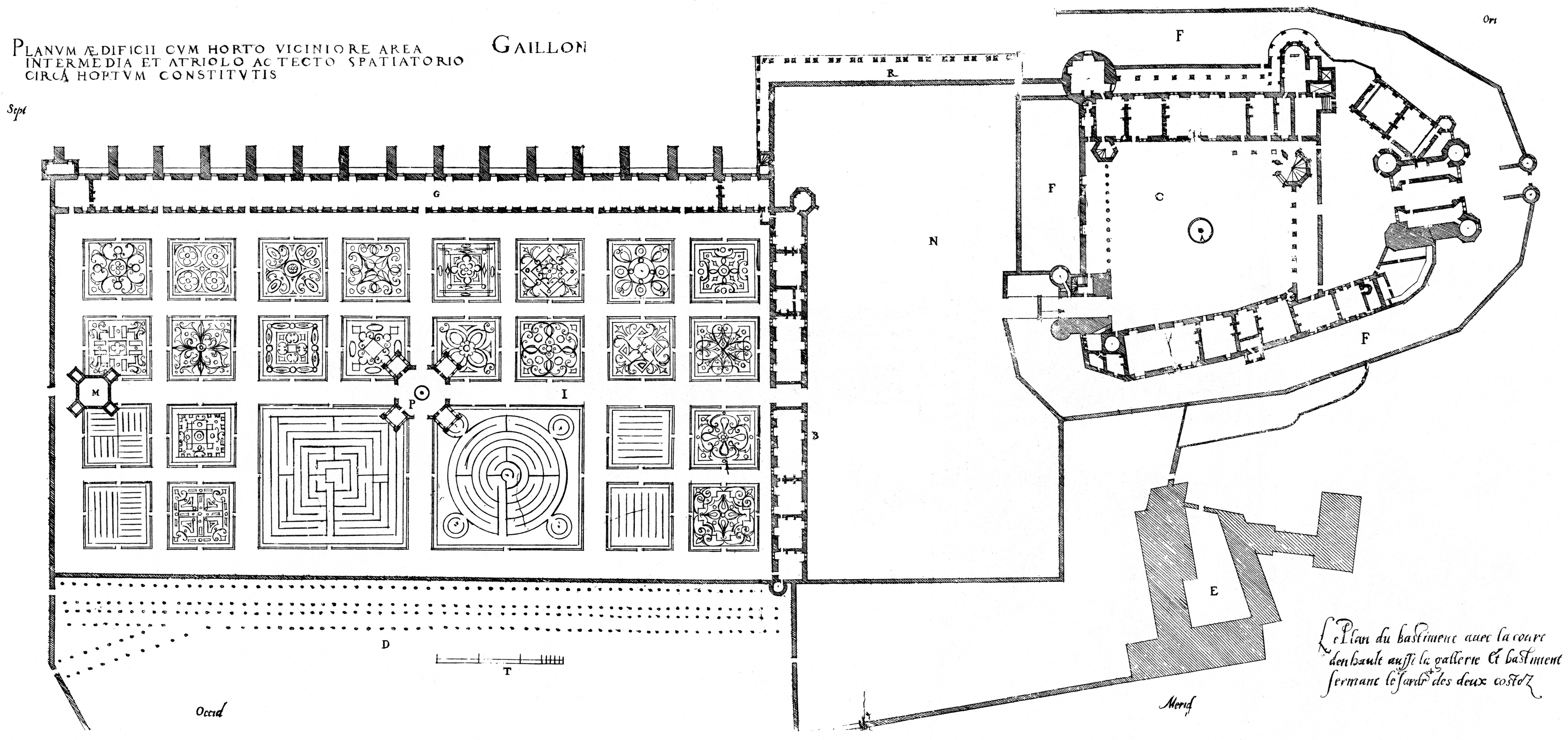
Los Jardines de Haut y el cuerpo esquemático del Château de Gaillon, en su estado de 1509 (Grabado del primer volumen de «Les plus excellents bastiments de France», de Jacques I Androuet du Cerceau)

En 1499, Luis XII confió la realización de los jardines del château de Blois al mismo equipo que fue contratado posteriormente por Georges de Amboise para hacer parterres en diferentes niveles en su château de Gaillon: el jardín fue plantado de parterres de y flores y de árboles frutales. El parterre de entrada representaba el escudo de Francia en flores. Los arbustos fueron podados en forma de jinetes, de barcos y de pájaros. Imponentes fuentes de mármol adornaban el conjunto.

#### El château de Bury

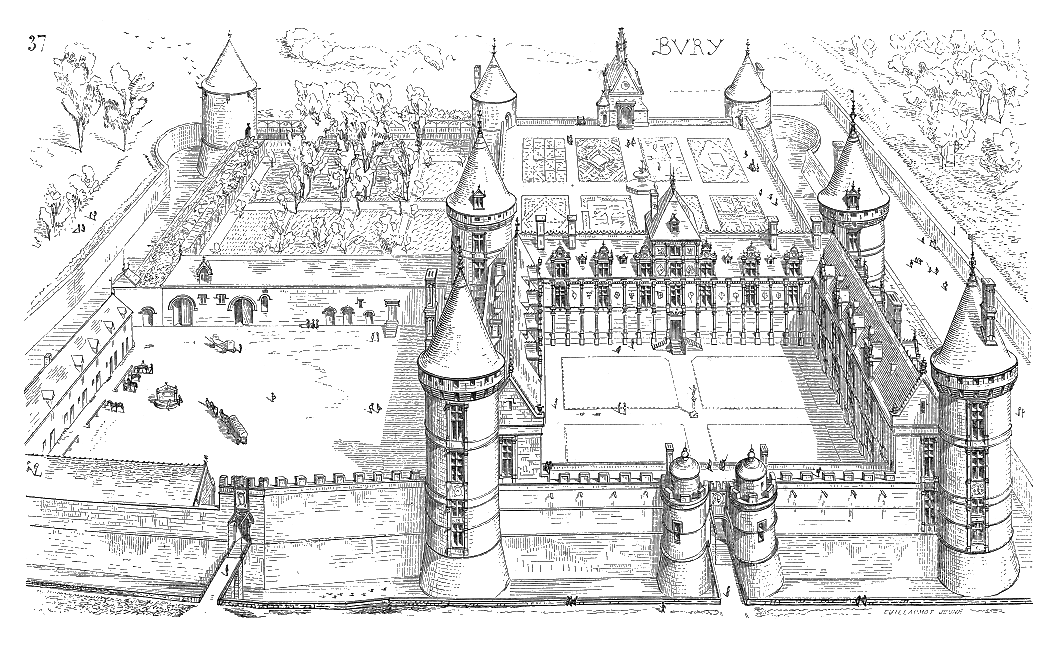
Château de Bury (Jacques I Androuet du Cerceau, «Les plus excellents bastiments de France»)

Formando una transición con el Renacimiento temprano, los jardines del castillo de Bury se construyeron entre 1511 y 1524 por Florimond Robertet, secretario de Estado de los reyes Luis XII y Francisco I. Robertet había visitado la villa Médici en Fiesole en Florencia y quería reproducir los jardines en terrazas que había visto allí. Enterrar el castillo de pie entre el diseño tradicional de fortalezas medievales, estaba estrechamente integrado con sus jardines. Los visitantes atraviesan un primer parterre cuadrangular en el interior del castillo antes de llegar a dos jardines geométricos que se extienden detrás del edificio. Decorados con fuentes y coronados por una galería de madera, su eje principal conectaba la entrada del palacio con la capilla situada en el extremo opuesto de la finca.: 106 
Como los jardines del Renacimiento italiano, los jardines del château de Bury se desarrollaban en parte en el borde de una colina, ofreciendo una vista notable del bosque de Blois.: 14  Pero el elemento nuevo estaba en el medio del patio del castillo donde Florimond Robertet colocó una copia en bronce del David de Miguel Ángel, donada por la República de Florencia.
El conjunto será destruido en 1642.

### Bajo el Renacimiento (1515/1530- inicio del XVII)[9]

#### El château de Blois

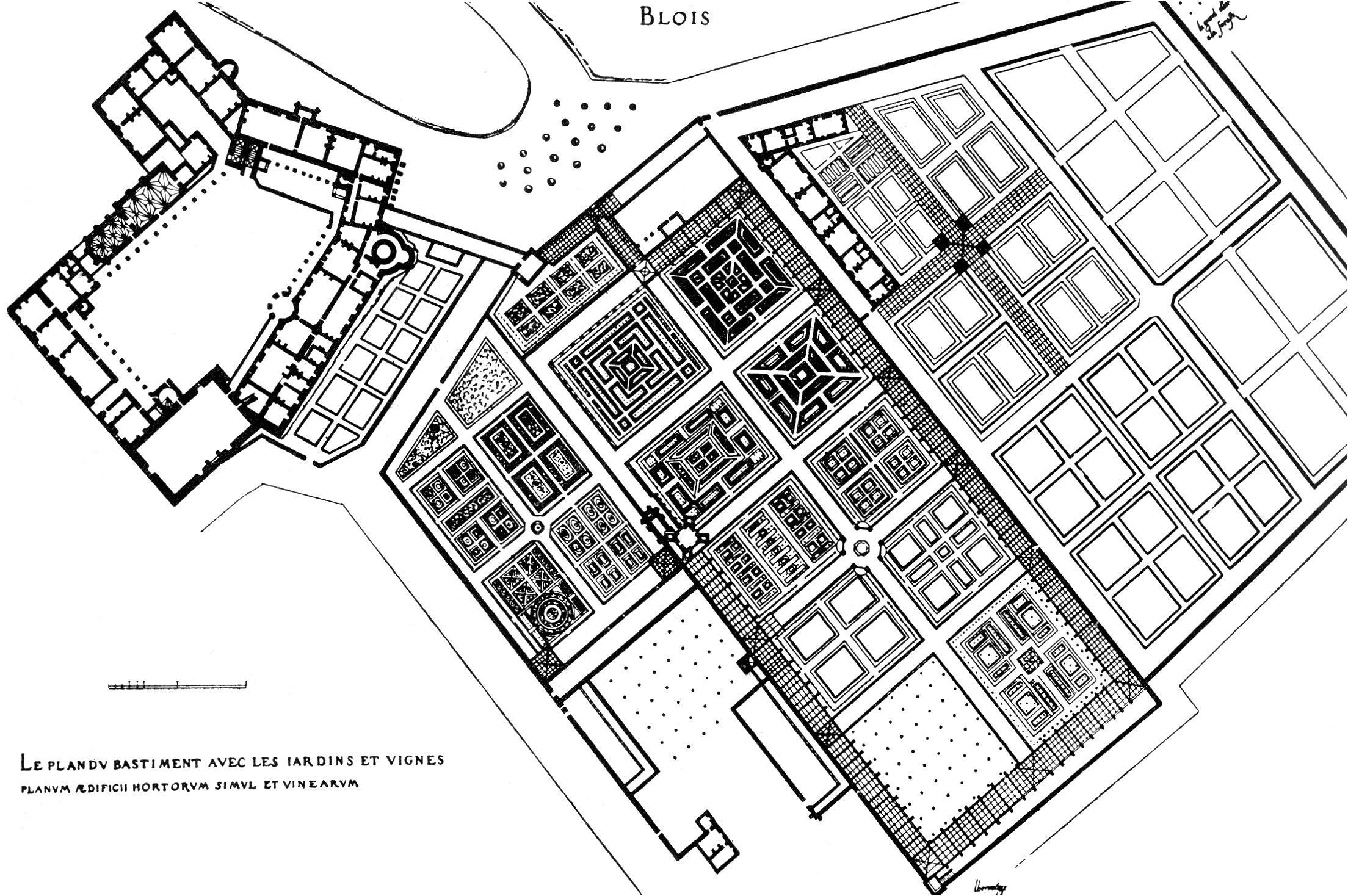
Jardines del Château de Blois (Jacques I Androuet du Cerceau, «Les plus excellents bastiments de France»)

En 1499, Luis XII confió la realización de los jardines del château de Blois al mismo equipo que fue contratado posteriormente por Georges de Amboise para hacer parterres en diferentes niveles en su château de Gaillon: el jardín fue plantado con parterres de flores y árboles frutales.: 10 
Cuando Luis XII murió en 1515, Francisco I hizo realizar unos jardines en el nuevo estilo sobre tres terrazas a distintos niveles, rodeado por las antiguos muros de su château de Blois.: 10 
Después de él, su hijo Enrique II emprendió nuevas obras para embellecer el jardín. El jardin du Roi se encuentra ornado con cunas de vegetación que recuerdan a las del jardin de la Reine. Alrededor de 1554, también hay paseos transversales con cuatro gabinetes en la intersección de los cuatro paseos. Un estanque artificial también se construyó en el lugar llamado de los 'Bornaz en 1556.
En su secuela, Francisco II se comprometió en facilitar el enlace entre los jardines del château de Blois y el bosque cercano, creando paseos, los marca con pequeños pabellones de madera, destacándolos con la plantación de olmos y la creación de fosos.

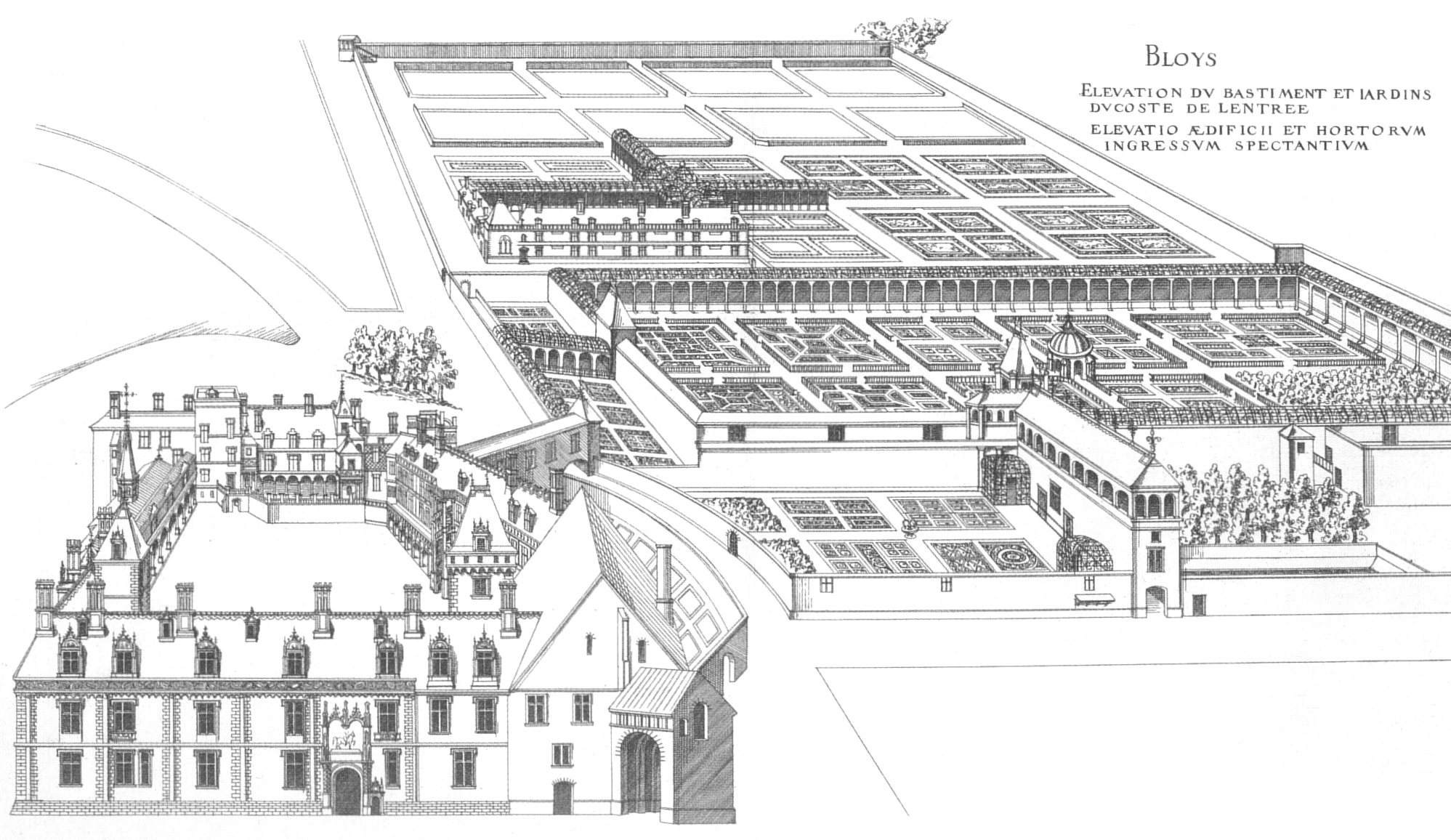
Jardines del Château de Blois (Jacques I Androuet du Cerceau, «Les plus excellents bastiments de France»)

Los jardines de Blois marcan en la historia del jardín francés un paso importante. De hecho, con Blois los jardines se agrandan y una gran terraza en alto aparece en el jardín francés. La composición francesa sigue estando muy fragmentada en comparación con su primo italiano en el que ya reina la unidad. Con todo el esfuerzo hecho en Blois con la introducción de elementos decorativos transalpinos es claramente visible, mediante la importación de grandes parterres de flores, de fuentes adornadas e italianizadas y en especial por el intento de crear un juego de agua que brota en los jardines.: 10 
Aunque Blois no marca un punto de inflexión en el arte de los jardines renacentistas del Primer Renacimiento, es un hito, un laboratorio de investigación, ya que había muchos otros en el valle del Loira, en Bury, en Azay-le-Rideau o Chenonceau.
Además de los macizos de flores, los jardines producían una amplia variedad de legumbres y de frutas, incluyendo naranjos y limoneros en tinas, que eran metidos al interior en invierno.: 14  El edificio que los albergaba, que todavía existe, fue la primera orangerie (invernadero) de Francia.
Los jardines del castillo de Blois desaparecieron gradualmente durante el siglo XVII, faltos de mantenimiento y dieron paso en el siglo XIX a la avenida del Embarcadero, hoy avenida del doctor Jean Laigret, para facilitar los trabajo de la estación de tren (1847). Los últimos vestigios del jardín se destruyeron en 1890 durante la creación de la plaza Victor-Hugo.: 10 

#### El château de Chenonceau

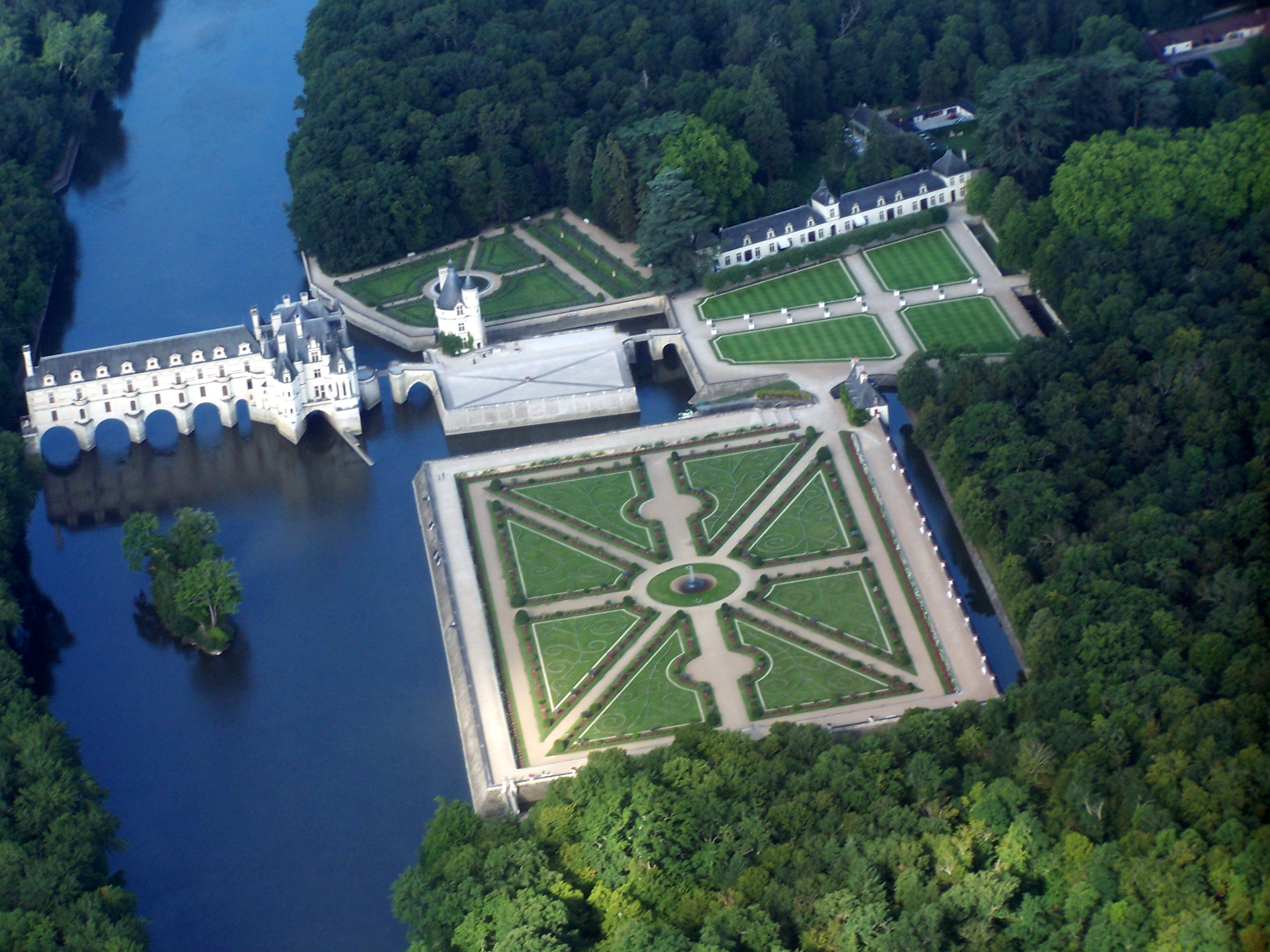
El dominio de Chenonceau

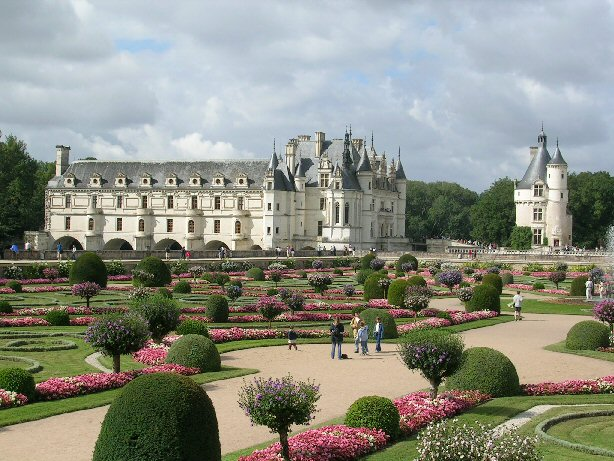
Jardín de Diana de Poitiers en Chenonceau (1551)

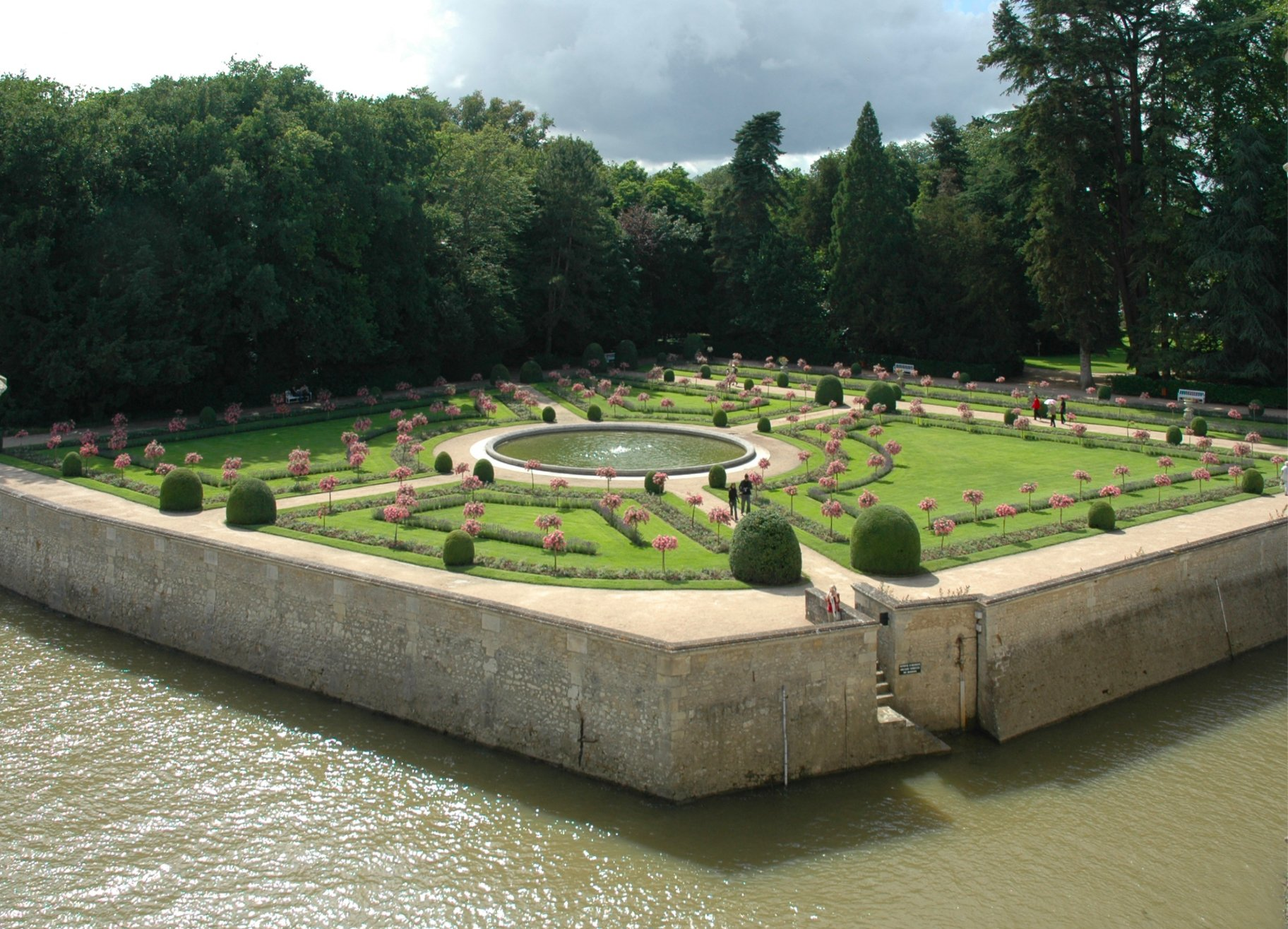
Jardín de Catalina de Médici, en Chenonceau (1560)

El château de Chenonceau tenía dos jardines separados, el primero creado en 1551 para Diana de Poitiers, favorita del rey Enrique II, con un gran parterre y un chorro de agua, y el segundo, más pequeño, creado para Catalina de Médici en 1560 sobre una terraza construida sobre el río Cher, dividida en compartimentos, con una estanque en el centro.: 14 
A modo de introducción, un Grande allée d'honneur (gran sendero de honor) conduce al castillo durante casi 1,0 km. A cada lado de este camino: la granja del siglo XVI a la derecha, y las cariátides a la izquierda.
Hay dos jardines principales: el de Diana de Poitiers y el de Catalina de Médici, que se encuentran a ambos lados de la Tour des Marques [Torre de las Marques], un vestigio de las fortificaciones anteriores a la construcción del castillo actual.
En 1565 los jardines de la orilla izquierda del Cher fueron «nouvellement construits», tal como describe Sonia Lesot en su obra Chenonceau:

La fuente de roca de Chenonceau construida por Bernard (Palissy) para Catalina (de Medici); ya existía en la época de Diana de Poitiers, y se había utilizado para alimentar los estanques de su parterre [...] (en) el parque de Francueil, en la orilla izquierda del Cher [...] fue acondicionado un jardín bajo a lo largo del río, compuesto por dos grandes cuadrados separados por un paseo trazado en la prolongación de la galería, acentuando el eje Norte-Sur ya tan fuerte. La ladera estaba atravesada por cuevas.
La fontaine du rocher de Chenonceau construite par Bernard (Palissy) pour Catherine (de Médicis); elle était déjà existante du temps de Diane de Poitiers, et avait servi à alimenter les bassins de son parterre […] (dans) le parc de Francueil, sur la rive gauche du Cher […] fut aménagé un jardin bas en bordure du fleuve, composé de deux vastes carrés séparés d'une allée tracée dans le prolongement de la galerie, accentuant l'axe Nord-Sud déjà si fort. Le coteau était percé de grottes.

El jardín de Diana de Poitiers, cuya entrada está controlada por la casa del Régisseur: la Cancillería, construida en el siglo XVI; al pie del cual se encuentra un embarcadero, adornado con una vid, acceso indispensable para cualquier paseo en el Cher.
En su centro hay un chorro de agua, descrito por Jacques I Androuet du Cerceau en su libro, Les plus excellents bastiments de France (1576). De una concepción sorprendente para la época, el chorro de agua brotaba de un gran guijarro tallado en consecuencia y cae "en gavilla" en un receptáculo pentagonal de piedra blanca.: 14  Este jardín está protegido de las inundaciones de Cher por terrazas elevadas desde las que se tiene una hermosa vista de los macizos de flores y del castillo.
El jardín de Catalina de Médici es más íntimo, con un estanque central, y da al lado oeste del castillo.
La decoración floral de los jardines, renovada en primavera y verano, requiere el establecimiento de 130 000 plantas de flores cultivadas en la finca.

#### El château de Fontainebleau

Jardines del Château de Fontainebleau modificados par André Le Nôtre

Los jardines del château de Fontainebleau, situados en un bosque que era la reserva de caza de los reyes Capetos, fueron creados por Francisco I a partir de 1528. Los jardines comprendían fuentes, parterres, un bosque de pinos llevados de la Provenza y la primera grotte artificial de Francia en 1541. Catalina de Médici encargó copias de bronce de las estatuas que decoraban el Belvedere en Roma. Una estatua de Hércules descansando de Miguel Ángel adornaba el jardín del lago. En 1594, Enrique IV añadió una pequeña isla en el lago, conectada al patio de las fuentes por un puente.: 107–108 
El parque de Fontainebleau comprende 115 hectáreas. Lo construido por Francisco I se conoce a través de los dibujos de Jacques I Androuet du Cerceau, y los grabados de su libro «Les plus excellents bastiments de France».

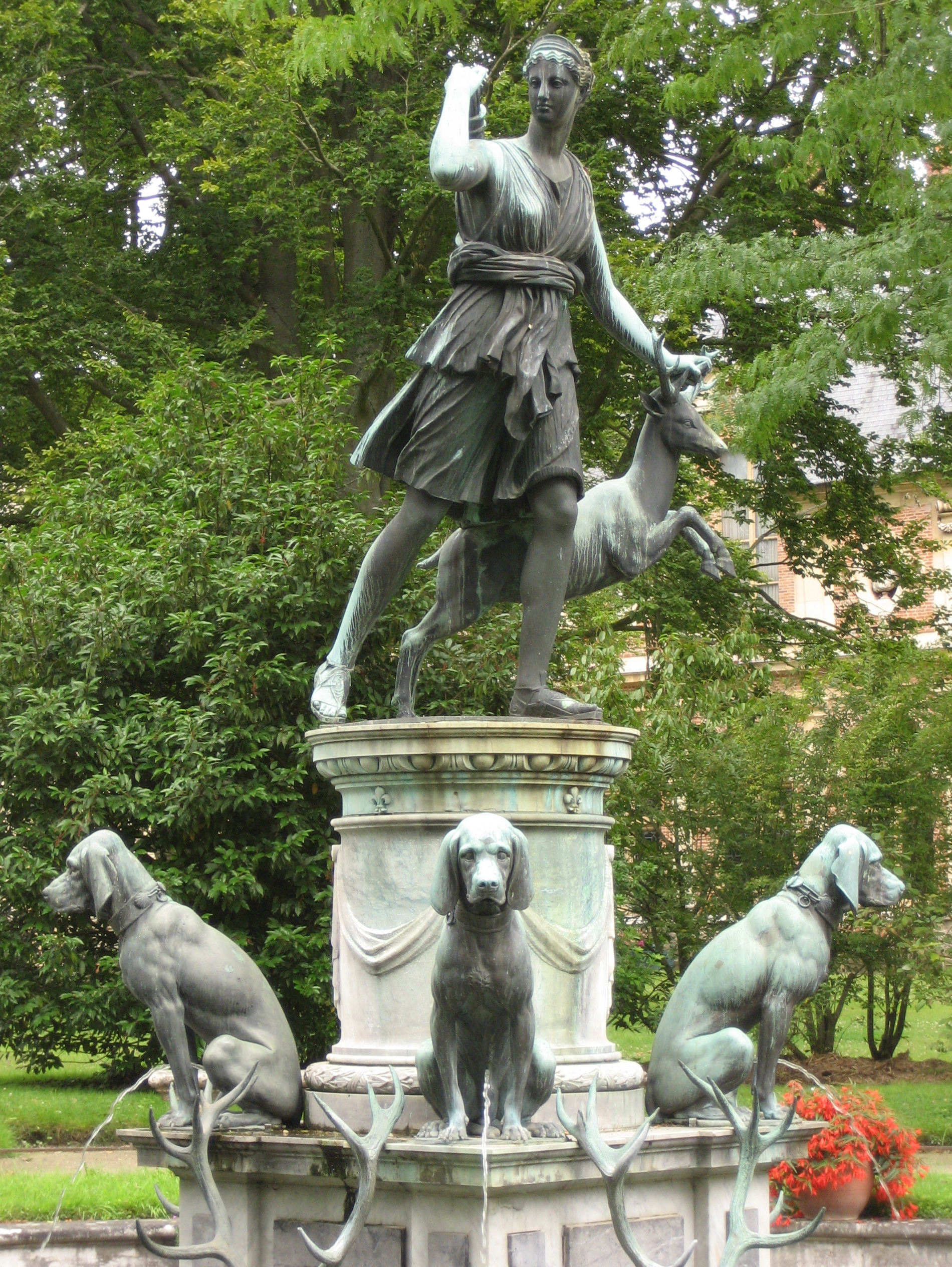
La Fontaine de Diane

El Jardin de Diane, al norte del castillo, fue construido por Catalina de Médici en una zona ya desarrollada por Francisco I y que era llamada en la época Jardin de la Reine. Trazado en parterres regulares, el jardín fue rediseñado bajo Enrique IV y dividido al norte por un invernadero pero fue de nuevo rehecho en tiempos de Luis XIV antes de ser transformado en un jardin à l'anglaise en el siglo XIX, bajo Napoleón I y después Luis Felipe I, cuando se destruyó el invernadero. Este jardín debe su nombre a la Fontaine de Diane elaborada por Francini en 1603 y rematado por la Diane à la biche realizada por el broncista Barthélemy Prieur.
La gruta del jardin des Pins ubicada en la planta baja del pabellón al suroeste de la Cour du Cheval Blanc y caracterizada por el gusto por los ninfeos en el siglo XVI, presenta arcadas con almohadillados rústicos sostenidos por atlantes que se presentan en forma de sátiros monstruosos que se abren sobre un interior decorado con frescos (animales en relieve, guijarros, coquillas, etc.). Su arquitectura debida a Serlio o Primaticcio (las opiniones son divergentes) denota una cierta influencia de los logros contemporáneos de Giulio Romano, fue muy probablemente realizada en 1545, mientras que la decoración interior se completó solo bajo Enrique II. Gracias a dos dibujos preparatorios que se conservan en el museo del Louvre, se sabe que Primaticcio fue el diseñador de los compartimentos pintados con frescos. La Grotte des Pins fue objeto de importantes restauraciones, en 1984-1986 y luego en 2007, que han permitido restaurar la composición inicial de la decoración de la bóveda y reemplazar el suelo con su antiguo nivel.
Ubicado en el medio del jardín, en el hueco de un bosquete, la Fontaine Bliaud o Blaut, llamada Belle-Eau desde el siglo XVI y que dio su nombre al castillo, desemboca en un petit bassin (pequeño estanque) cuadrado con los lados inclinados.

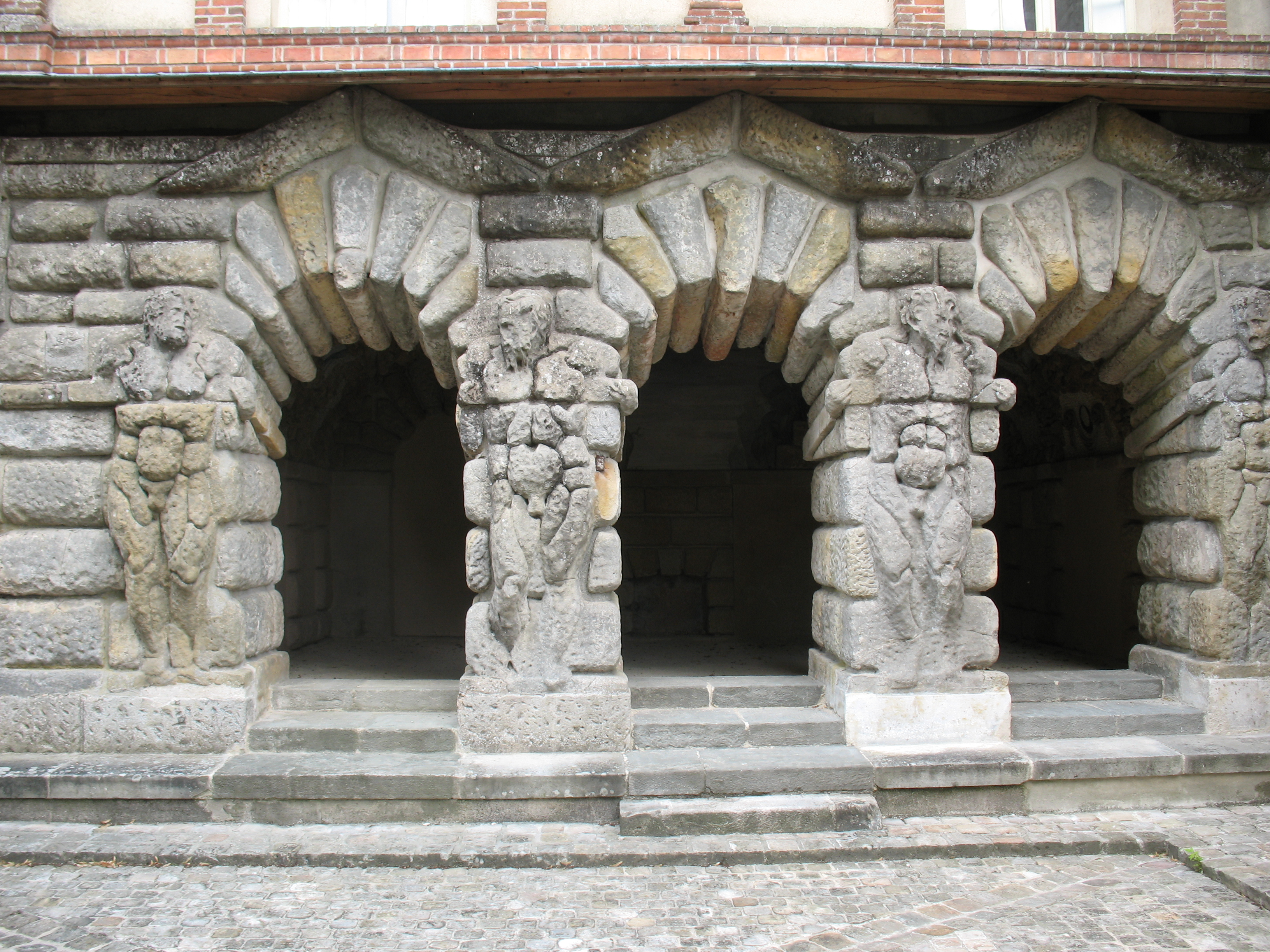
La Grotte de Pins.

El «Parterre» o «Grand Jardin» o «Jardin du Roi» se creó bajo Francisco I, y se reorientó bajo Enrique IV y después fue rediseñado por André Le Nôtre. Las Bassins du Tibre y de Romulus derivan su nombre de un grupo escultórico que las adornaba sucesivamente en los siglos XVI y XVII. Fundido durante la Revolución, el Tíber, moldeado nuevamente a partir del original conservado en el museo del Louvre, ha reencontrado su lugar ahora. La Bassin central fue decorada en 1817 con una pila sucediendo a una fuente en forma de roca llamada la «pot bouillant» (olla hirviente) que existía en ese lugar en el siglo XVII. Rodeado por muros entre 1528 y 1533, Serlio había imaginado para este jardín un pabellón ornamental. Dispuesto entre 1660 y 1664, presentaba un follaje que formaba las figuras del rey Luis XIV y de la reina madre Ana de Austria, que desapareció en el siglo XVIII. Las terrazas fueron plantadas con tilos bajo Napoleón I.
El estanque de las cascadas fue construido en 1661-1662 en el extremo del Parterre, pero desde el siglo XVIII, no presenta más que un estanque con nichos ornados con mármol. El estanque está decorado en su centro, desde 1866, con un Aigle défendant sa proie [Águila defendiendo su presa] en bronce, por Caín (fuente de Vittoz).
El parque de casi 80 hectáreas, fue creado bajo Enrique IV, que excavó el Gran canal de 1,2 km entre 1606 y 1609, e hizo plantar varias essences de árboles, incluyendo abetos, olmos y árboles frutales. Anteriormente Francisco I había establecido hacia 1530 la «Treille du Roi» (Emparrado del rey), también de 1,2 km que se cultivaban en la cara sur del muro chasselas doradas de Fontainebleau (un tipo de uva). El Canal, que precedió en casi 60 años al de los Jardines de Versalles, se convirtió rápidamente en un lugar de atracción. Era posible pasear allí en bote y Luis XIII hizo navegar una galera. Estaba alimentado por varios acueductos establecidos en el siglo XVI.

#### El château de Saint-Germain-en-Laye

Les châteaux royaux de Saint-Germain-en-Laye par Alessandro Francini (1614, BnF).

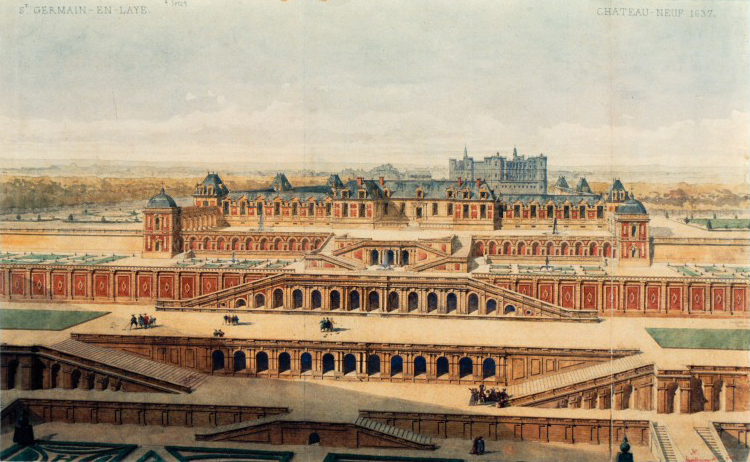
El Château Neuf en 1637, de Auguste Alexandre Guillaumot (1815-1892, Gallica).

Los jardines del château de Saint-Germain-en-Laye marcaron el comienzo de la transición a un nuevo estilo, que más tarde se llamará «Jardin à la française». Estos jardines fueron trazados en 1595 por el jardinero real, Claude Mollet, para el rey Enrique IV.: 14 
Los dibujos realizados por Alessandro Francini en 1614 muestran que en ese momento las escaleras en hemiciclos que partían de la primera terraza realizada frente al castillo en 1563 y que rodeaban la Fontaine de Mercure ya habían sido realizadas, probablemente en 1594, así como las escaleras que conducían a la tercera terraza.
En 1599, Enrique IV decidió cambiar la planta del jardín y decidió construir sobre la tercera terraza una galería dórica contra el muro de contención que daba al jardín y que contenía las grutas acondicionadas bajo la segunda terraza. Thomas Platter indicó en su diario de viaje que en noviembre de 1599, Tommaso Francini ya había completado la Fontaine du Dragon, en el centro de la galería, y la Grotte de Neptune o del Triomphe marin, bajo la rampa sur, y que estaba construyendo la Grotte des Orgues (o de la Demoiselle) bajo la rampa norte. Nuevas grutas se acondicionaron bajo la tercera terraza: la Grotte de Persée, la Grotte d'Orphée y la Grotte des Flambeaux. La historia de la realización de esta parte del jardín se comprende mejor a partir de los archivos encontrados en Florencia.: 14 
Los trabajos continuaron con el acondicionamiento de grutas con sus autómatas impulsados por chorros de agua, debidos a los hermanos Thomas y Alexandre Francini. Los parterres del jardín francés, que se extendían hasta el Sena en cinco terrazas, fueron diseñados por el paisajista Étienne Dupérac y el jardinero Claude Mollet. Este escribe en su libroThéâtre des plans et jardinages [Teatro de los planos y jardinería] que había recibido la orden del rey de plantar el jardín del castillo nuevo en 1595.
Charles Normand indica que encontró en los archivos nacionales un contrato de intercambio con el señor de Bréhant fechado el 1.º de septiembre de 1605 que permitía al rey adquirir las tierras y señoríos de la "Pec" y "Vézinay". Por cartas patentes del 17 de febrero de 1623, el rey acuordó con Tommaso Francini, señor de las Grands-Maisons (comuna de Villepreux), «el cargo de intendente de las aguas y fuentes de las casas, castillos y jardines de París, Saint-Germain-en-Laye, Fontainebleau y otros en general cualquier otra, para disfrutar de los honores y poderes aquí mencionados, y a las remuneraciones de doce cientos de libras por año, para hacerlo, con dieciocho cientos de libras, así que disfrutaría de la suma de tres mil libras.» En 1625, Tommaso Francini es citado en un acto como ingeniero de aguas que recibe «para el mantenimiento de grutas del chasteau de Sainct-Germain, la suma de doce cientos de libras.» En 1636, recibió 900 libras para las grutas del castillo de Saint-Germain.
André Du Chesne describió el jardín con sus grutas en 1630 en Les Antiquitez et recherches des villes, chasteaux et places plus remarquables de toute la France [Las Antigüedades y búsquedas de las ciudades, los castillos y los lugares más notables de toda Francia]
A partir de 1649, los jardines ya no se mantuvieron debido a las guerras de la Fronda.
Hacia 1660, la terraza superior se derrumbó deteriorando la escalera semicircular y las grutas de la galería dórica. Una nueva escalera con rampas rectas se construyó en 1662 y las grutas se restauraron pero no los mecanismos hidráulicos.
Cuando llegó la Revolución, el château Neuf de Saint-Germain-en-Laye fue confiscado como bien national. Luego fue vendido al antiguo régisseur del conde d'Artois, quien lo demuele para subdividir la tierra y vender los materiales. No se conserva hoy más que el Pavillon Henri IV, el Pavillon du jardiner, una terraza y sus dos rampas al borde de la Rue Thiers con vistas a la avenida del Mariscal de Lattre de Tassigny y algunos restos en los sótanos de la vecindad (en la rue des Arcades, 3, por ejemplo).

#### El château de Villandry

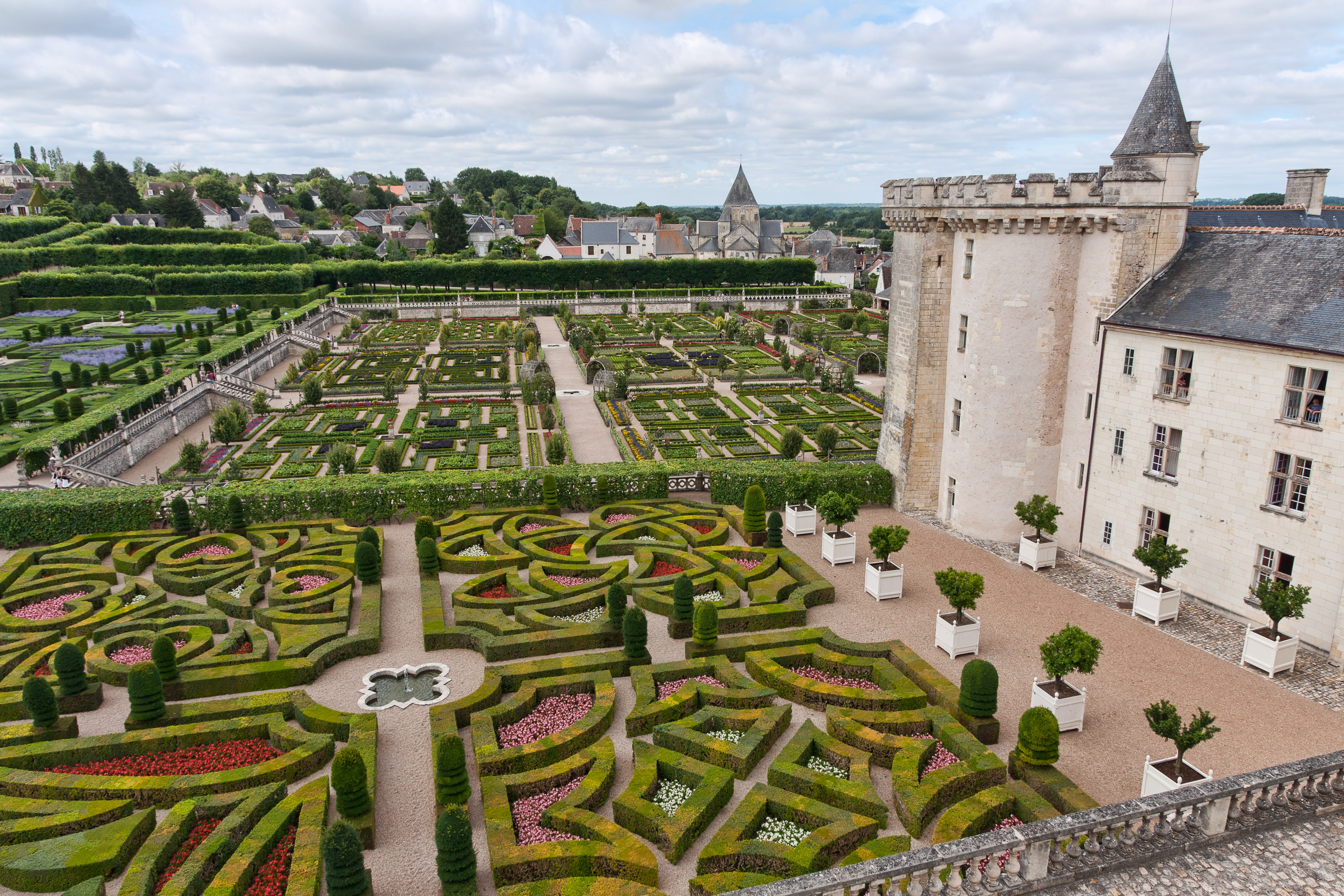
Parterres reconstruidos del château de Villandry.

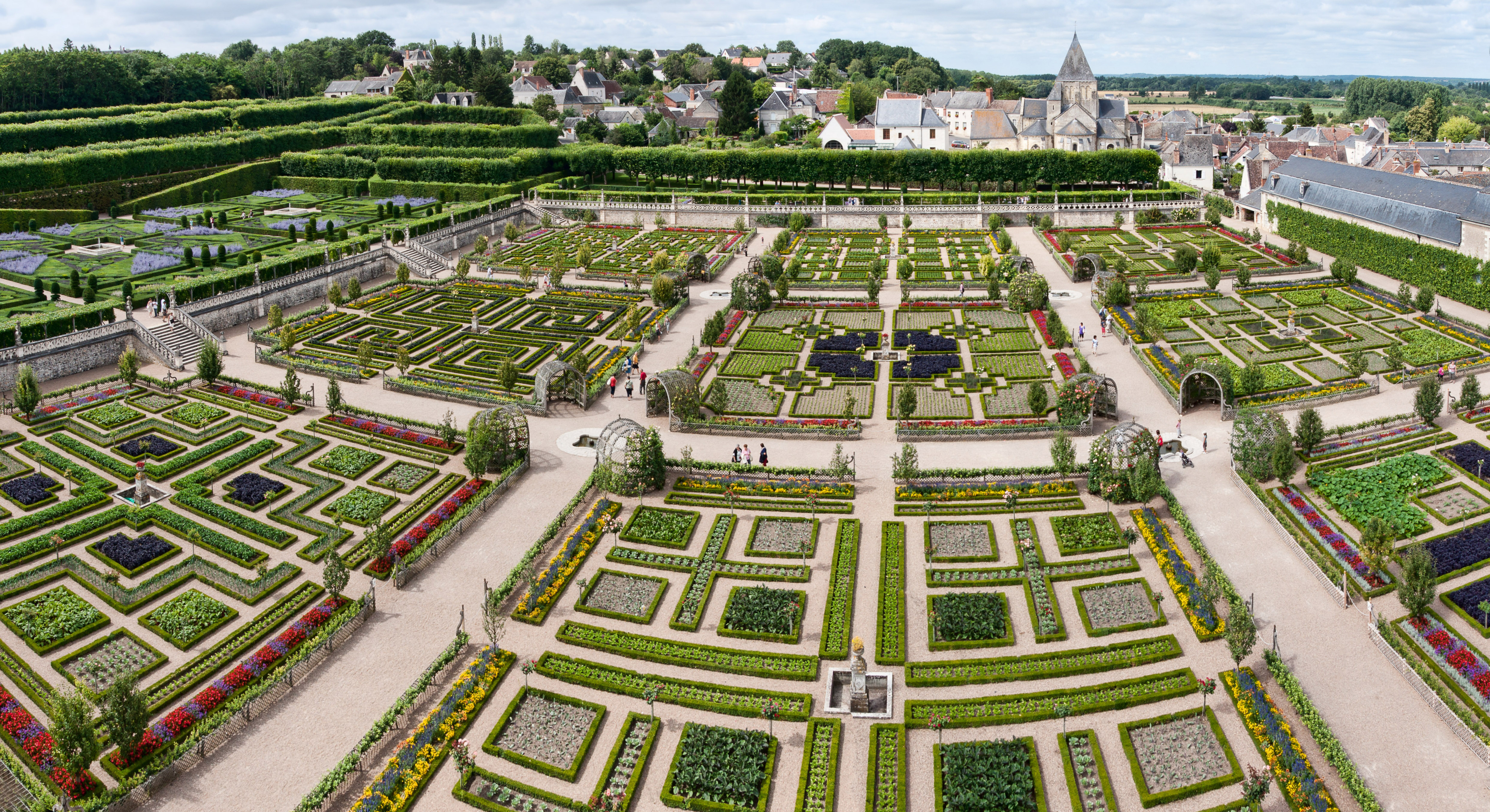
Los parterres renacentistas rehechos

Los jardines del château de Villandry, en el departamento de Loire, son una reconstrucción a partir de textos antiguos de un jardín típico del Renacimiento del siglo XVI.
Estos jardines se dividen en cuatro terrazas: una terraza superior, que comporta el jardin du soleil (creada 2008), una con el jardin d'eau (jardín de agua) rodeada de un claustro de tilos y una terraza que aloja el jardin d'ornement (jardín ornamental) o jardin de broderies (jardín de los bordados) de boj tallados y setos de tejo recortados y, finalmente, una terraza inferior con el potager décoratif, también formando un diseño de bordado.
El jardín ornamental, situado sobre el huerto, prolonga los salones del castillo. Si se sube hasta el mirador se tiene una vista magnífica en general. Consiste en los jardins d'amour (jardines del amor) divididos en 4 conjuntos:
- L'amour tendre (El amor tierno) simbolizado por corazones separados de pequeñas llamas.
- L'amour passionné (El amor apasionado) con corazones rotos por la pasión, grabados en un movimiento que recuerda a la danza.
- L'amour volage (El amor voluble) con 4 abanicos en las esquinas para representar la ligereza de los sentimientos.
- L'amour tragique (El amor trágico) con dagas y espadas para representar la rivalidad amorosa.

El jardín acuático del extremo sur del conjunto es una creación clásica alrededor de un gran cuerpo de agua que representa un espejo Luis XV y que está rodeado por un claustro vegetal de tilos.
El conjunto también incluye un laberinto plantado con charmilles (túneles arbolados), cuyo objetivo es elevarse espiritualmente hasta la plataforma central, un jardin des simples (jardín de los simples), es decir, de plantas aromáticas y medicinales, tradicionales en la Edad Media, la Forêt con terrazas florecidas alrededor de un invernadero y de un hermoso pabellón del siglo XVIII, el le Pavillon de l'Audience, y finalmente el le jardin du soleil (jardín del sol), el último nacido, con tres espacios de vegetación, la cámara de las nubes en tonos azules y blancos, el solárium donde dominan los amarillo-anaranjado y la cámara de los niños con sus manzanos.
Las fuentes y cenadores del jardín fueron restaurados a partir de 1994. Los jardines forman un conjunto limitado al norte por el camino de Tours, al sur por el camino rural de la Bergerie, al oeste por el muro de cierre a lo largo del laberinto vegetal.
Han obtenido la etiqueta de Jardin remarquable.

## Cronología del jardín renacentista francés

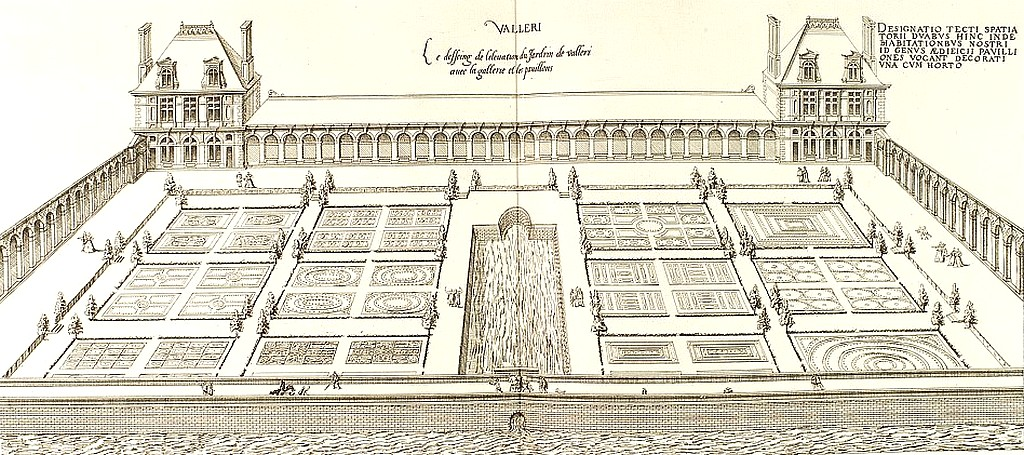
Jardines del château de Vallery (1550-fin XVI)

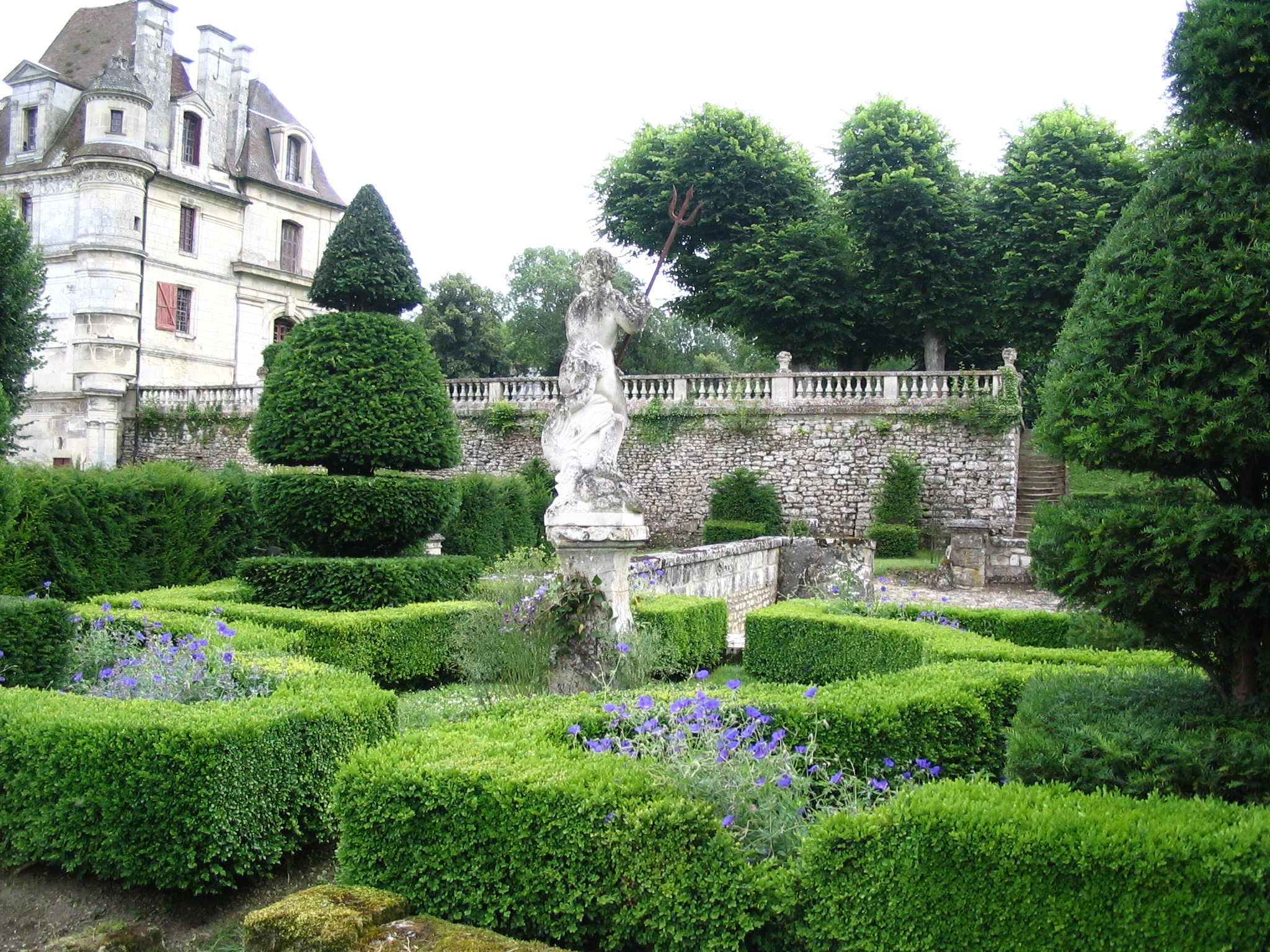
Jardines d'Ambleville (Reconstitución moderna comenzada hacia 1928)

Los principales jardines renacentistas franceses se han realizado en:
- 1496: Château-Gaillard (Amboise)
- 1498: Château d'Amboise (1498)
- 1498: Château de Blois (jardines destruidos en el siglo XIX)
- 1502-1550: Château de Gaillon
- 1511-1520: Château de Bury
- 1515-1589: Château de Chenonceau, jardines de Diana de Poitiers (1551) y de Catalina de Médici (1560)
- 1524: Château de Chantilly
- 1528-1547: Château de Fontainebleau
- 1536: Château de Saint-Maur
- 1536: Château d'Anet
- 1539-1547: Château de Saint-Germain-en-Laye, château viejo y jardines
- 1536: Château de Villandry
- 1546-1559: Château d'Anet
- 1549-1560: Château de Montceaux
- 1550: Château de Vallery
- 1551: Château de la Bastie d'Urfé
- 1552-1600: Château de Dampierre-sur-Boutonne
- 1539-1547: Château de Saint-Germain-en-Laye, château nuevo y terrazas
- 1560: Château de Charleval, en Charleval, nunca acabado
- 1564-1593: Jardines y Palais des Tuileries
- 1565: Château de Verneuil
- 1582: Château d'Anet, nuevos jardines
- 1594-1609: Château de Fontainebleau, nuevos jardines de Claude Mollet
- 1599: Jardin des Tuileries en París por Claude Mollet, Delorme, Duperac
- 1612-1630: Jardin del Luxemburgo en París
- Jardin del château d'Ambleville (Reconstitución moderna comenzada ca. 1928)